# Europaspiele 2023/Teilnehmer (Schweden)
| Gelbes Symbol für Goldmedaillen mit stilisierten Olympischen Ringen | Graues Symbol für Silbermedaillen mit stilisierten Olympischen Ringen | Braundes Symbol für Bronzemedaillen mit stilisierten Olympischen Ringen |
| ------------------------------------------------------------------- | --------------------------------------------------------------------- | ----------------------------------------------------------------------- |
| 2                                                                   | 7                                                                     | 5                                                                       |

Schweden nahm mit 129 Athleten an den Europaspielen 2023 in Krakau teil.

## Medaillengewinner
| Name/n            | Sportart       | Wettkampf               |
| ----------------- | -------------- | ----------------------- |
| Silber            |                |                         |
| Andreas Almgren   | Leichtathletik | 5000 m Männer           |
| Emil Blomberg     | Leichtathletik | 3000 m Hindernis Männer |
| Daniel Ståhl      | Leichtathletik | Diskuswurf Männer       |
| Bronze            |                |                         |
| Axelina Johansson | Leichtathletik | Kugelstoßen Frauen      |

## Teilnehmer nach Sportarten

### Badminton
- Edith Urell
- Felix Burestedt
- Moa Sjöö
- Tilda Sjöö
- Joel Hansson
- Melker Zickerman Bexell

### Bogenschießen
- Christine Bjerendal
- Kaj Sjöberg
- Jacob Benschöljd

### Boxen
- Zehra Milli
- Agnes Alexiusson
- Love Holgersson
- Nebil Ibrahim

### Fechten
- Ester Schreiber
- Miriam Schreiber
- Marcus Broberg
- Nils Uniya
- Christopher Kelly
- Jonathan Svensson
- Linus Islas Flygare
- Hugo Brandberg
- Emma Fransson
- Sophie Engdahl
- Elvira Mårtensson
- Emelie Mumm

### Kanu

#### Kanurennsport
- Petter Menning
- Martin Nathell
- Joakim Lindberg
- Theodor Orban
- Julia Lagerstam
- Melina Andersson
- Linnea Stensils
- Moa Wikberg

#### Kanuslalom
- Erik Holmer
- Fredrik Wahlén
- Isak Öhrström

### Karate

#### Kumite
- Anna-Johanna Nilsson

### Leichtathletik
| Wettbewerb  | Wettbewerb | Punkte | Punkte | Punkte | Punkte | Punkte | Punkte | Punkte     | Punkte    | Punkte    | Punkte      | Punkte           | Punkte      | Punkte    | Punkte     | Punkte     | Punkte         | Punkte     | Punkte     | Punkte     | Punkte | Rang |
| Wettbewerb  | Wettbewerb | 100 m  | 200 m  | 400 m  | 800 m  | 1500 m | 5000 m | 110 m Hü.* | 400 m Hü. | 4 × 100 m | 4 × 400 m** | 3000 m Hindernis | Kugelstoßen | Speerwurf | Hammerwurf | Diskuswurf | Stabhochsprung | Hochsprung | Dreisprung | Weitsprung | Gesamt | Rang |
| ----------- | ---------- | ------ | ------ | ------ | ------ | ------ | ------ | ---------- | --------- | --------- | ----------- | ---------------- | ----------- | --------- | ---------- | ---------- | -------------- | ---------- | ---------- | ---------- | ------ | ---- |
| 1. Division | Männer     | 2      | 1      | 2      | 12     | 11     | 15     | 11         | 8         | 5         | 5           | 15               | 7           | 11        | 8          | 16         | 2              | 6          | 7          | 13         | 283    | 10   |
| 1. Division | Frauen     | 3      | 9      | 4      | 6      | 8      | 6      | 3          | 9         | 0         | 5           | 6                | 14          | 4         | 12         | 12         | 3              | 3          | 14         | 10         | 283    | 10   |

* Die Frauen traten über 100 m Hürden, statt 110 m Hürden an.
** Die 4 × 400 m waren ein Mixed-Wettkampf.

#### Einzelresultate
| Wettbewerb       | Männer                                                        | Männer       | Männer | Männer      | Frauen                                                        | Frauen          | Frauen | Frauen      |
| Wettbewerb       | Athlet                                                        | Ergebnis     | Rang   | Rang Gesamt | Athletin                                                      | Ergebnis        | Rang   | Rang Gesamt |
| ---------------- | ------------------------------------------------------------- | ------------ | ------ | ----------- | ------------------------------------------------------------- | --------------- | ------ | ----------- |
| 100 m            | Desmond Rogo                                                  | 10,55 s      | 15     | 25          | Julia Henriksson                                              | 11,52 s         | 14     | 19          |
| 200 m            | Desmond Rogo                                                  | 21,46 s      | 16     | 32          | Julia Henriksson                                              | 23,22 s SB      | 08     | 11          |
| 400 m            | Kasper Kadestål                                               | 47,27 s      | 15     | 28          | Lisa Lilja                                                    | 53,00 s PB      | 13     | 22          |
| 800 m            | Andreas Kramer                                                | 1:46,92 min  | 05     | 05          | Wilma Nielsen                                                 | 2:02,60 min     | 11     | 18          |
| 1500 m           | Emil Danielsson                                               | 3:38,34 min  | 06     | 06          | Hanna Hermansson                                              | 4:13,73 min     | 09     | 15          |
| 5000 m           | Andreas Almgren                                               | 13:25,70 min | 02     | Silber      | Vera Sjöberg                                                  | 15:53,81 min PB | 11     | 20          |
| 110/100 m Hürden | Max Hrelja                                                    | 13,62 s      | 06     | 07          | Maja Maunsbach                                                | 13,81 s         | 14     | 28          |
| 400 m Hürden     | Karl Wållgren                                                 | 50,18 s      | 09     | 14          | Moa Granat                                                    | 56,61 s EU20L   | 08     | 10          |
| 3000 m Hindernis | Emil Blomberg                                                 | 8:26,27 min  | 02     | Silber      | Linn Söderholm                                                | 10:07,72 min    | 11     | 19          |
| 4 × 100 m        | Jean-Christian Zirignon Desmond Rogo Zion Eriksson Linus Pihl | 39,99 s SB   | 12     | 20          | Julia Henriksson Nora Lindahl Filippa Sivnert Elvira Tanderud | DSQ             | DSQ    | DSQ         |
| Kugelstoßen      | Wictor Petersson                                              | 19,06 m      | 10     | 19          | Axelina Johansson                                             | 18,32 m         | 03     | Bronze      |
| Speerwurf        | Jakob Samuelsson                                              | 78,68 m      | 06     | 09          | Beatrice Lantz                                                | 50,22 m         | 13     | 22          |
| Hammerwurf       | Ragnar Carlsson                                               | 69,61 m      | 09     | 16          | Grete Ahlberg                                                 | 69,49 m SB      | 05     | 07          |
| Diskuswurf       | Daniel Ståhl                                                  | 67,25 m      | 01     | Silber      | Caisa-Marie Lindfors                                          | 58,16 m         | 05     | 06          |
| Stabhochsprung   | William Asker                                                 | 5,10 m       | 15     | =20         | Michaela Meijer                                               | 4,10 m          | 14     | 19          |
| Hochsprung       | Fabian Delryd                                                 | 2,13 m       | 11     | 17          | Bianca Salming                                                | 1,80 m          | 14     | 23          |
| Dreisprung       | Gabriel Wallmark                                              | 15,57 m SB   | 10     | 16          | Maja Åskag                                                    | 13,88 m         | 03     | 04          |
| Weitsprung       | Thobias Montler                                               | 7,82 m       | 04     | 05          | Tilde Johansson                                               | 6,39 m          | 07     | 12          |

| Wettbewerb | Mixed                                                | Mixed          | Mixed | Mixed       |
| Wettbewerb | Athleten                                             | Ergebnis       | Rang  | Rang Gesamt |
| ---------- | ---------------------------------------------------- | -------------- | ----- | ----------- |
| 4 × 400 m  | Kasper Kadestål Lisa Lilja Emil Johansson Moa Granat | 3:17,93 min SB | 12    | 18          |

Ersatz: Joel Bengtsson, Sara Christiansson, Jesper Hellström, Vidar Johansson, Emma Ljungberg, Alexander Lundskog, Erik Martinsson, Julia Nielsen, Simon Pettersson, Samuel Pihlström, Fanny Roos, Simon Sundström, Wilma Svenson, Amélie Svensson

### Moderner Fünfkampf
- Marlena Jawaid
- Daniel Steinbock

### Muay Thai
- Patricia Axling
- Linus Bylander
- Rasmus Eriksson

### Padel
- Amanda Girdo
- Ajla Behram
- Linnea Björk
- Baharak Soleymani
- Viktor Stjern
- Daniel Appelgren
- Anton Andersson
- Albin Olsson

### Rugby
- Emma Gabinus
- Sara Jacobsson
- Frida Nilsson
- Olivia Palmgren
- Sonia Smolina
- Amanda Swartz
- Paulina Toresäter
- Isabell Wijkström
- Linnéa Flyman
- Matilda Mahlberg
- Maja Meuller
- Minonna Nunstedt
- Yaiza Milletorp

### Schießen
- Henrik Jansson
- Victoria Larsson
- Marcus Svensson
- Rickard Levin-Andersson
- Marcus Madsen
- Isabelle Johansson
- Morgan Johansson Cropper
- Vendela Sörensson
- Stina Lawner

### Taekwondo
- Ebrahim Marwan
- Josef Alami
- Ali Alian
- Mohammed Chehade
- Tindra Andersson

### Tischtennis
- Truls Möregårdh
- Kristian Karlsson
- Anton Källberg
- Simon Berglund
- Stina Källberg
- Linda Bergström
- Filippa Bergand
- Matilda Hansson

### Wasserspringen
- Emilia Nilsson Garip
- Elna Widerström
- Amanda Lundin
- Elias Petersen
- David Ekdahl